# Ürümqi
Ürümqi (uiguriska: ئۈرۈمچى [ʏrʏmˈtʃi]; mandarin: 乌鲁木齐 Wūlǔmùqí) är huvudstad i den autonoma regionen Xinjiang i nordvästra Kina. Staden har omkring 1,7 miljoner invånare vilket gör den till den största staden i den västra halvan av landet. Stadens namn kommer ursprungligen från mongoliskan. Staden hette tidigare Dihua men fick nytt namn 1954 efter Folkrepubliken Kinas grundande (1949).
Ürümqi hävdas vara den stad i världen som ligger längst ifrån en kust, med 2 500 kilometer till närmaste hav. BNP per capita var ¥ 17 655 (cirka $ 2 130) år 2003, vilket rankar den som nummer 94 bland Kinas 659 städer.

## Administrativ indelning
Staden är indelad i sju distrikt och ett härad:
| Karta                      | Nr         | Namn       | Kinesiska     | Pinyin           | Uiguriska (kona yezik̡) | Uiguriska (yengi yezik̡) | Befolkning (2003 est.) | Yta (km²) | Befolknings- täthet (/km²) |
| -------------------------- | ---------- | ---------- | ------------- | ---------------- | ---------------------- | ----------------------- | ---------------------- | --------- | -------------------------- |
| Numrerad karta över Ürümqi |            |            |               |                  |                        |                         |                        |           |                            |
| Distrikt                   |            |            |               |                  |                        |                         |                        |           |                            |
| 1                          | Tianshan   | 天山区     | Tiānshān qū   | تىيانشان رايونى  | Tiyanshan rayoni       | 490 000                 | 171                    | 2 865     |                            |
| 2                          | Saybagh    | 沙依巴克区 | Shāyībākè qū  | سايباغ رايونى    | Saybagh rayoni         | 450 000                 | 422                    | 1 066     |                            |
| 3                          | Xinshi     | 新市区     | Xīnshì qū     |                  |                        | 390 000                 | 143                    | 2 727     |                            |
| 4                          | Shuimogou  | 水磨沟区   | Shuǐmògōu qū  | شۇيموگۇ رايونى   | Shuymogu rayoni        | 180 000                 | 92                     | 1 957     |                            |
| 5                          | Toutunhe   | 头屯河区   | Tóutúnhé qū   | تۇدۇڭخابا رايونى | Tudungxaba rayoni      | 120 000                 | 276                    | 435       |                            |
| 6                          | Dabancheng | 达坂城区   | Dábǎnchéng qū | داۋانچىڭ رايونى  |                        | 40 000                  | 5 188                  | 8         |                            |
| 7                          | Midong     | 米东区     | Mǐdōng qū     |                  |                        | 290 000                 | 3 594                  | 56        |                            |
| Härad                      |            |            |               |                  |                        |                         |                        |           |                            |
| 8                          | Ürümqi     | 乌鲁木齐县 | Wūlǔmùqí xiàn | ئۈرۈمچى ناھىيىسى | Ürümchi nahiyisi       | 80 000                  | 4 332                  | 18        |                            |

Hela staden täcker en yta av 6 388 km². Distriktet Dabancheng omfattar hela 79 procent av stadens yta men endast en halv procent av dess befolkning.

## Demografi

### Befolkningsutveckling
| Område                | Invånarantal 1 juli 1990 | Invånarantal 1 november 2000 |
| --------------------- | ------------------------ | ---------------------------- |
| Stad (de jure)        | Ingen uppgift            | 1 342 289                    |
| Stad (de facto)       | 1 217 316                | 1 753 298                    |
| Centralort (de facto) | 1 148 476                | 1 727 712                    |

## Klimat
Ürümqi har ett extremt fastlandsklimat av torr stäpptyp. Sommaren, som är torr, kan ofta vara mycket varm och 42,1 °C är den högsta uppmätta temperaturen. Vintern präglas av torr extrem köld och rekordet lyder på -41,5 °C.